# Air Turquoise
Air Turquoise (code OACI : RTQ ; code AITA : RT) était une compagnie aérienne à bas prix française basée sur l'aéroport de Reims-Bétheny.

## Histoire

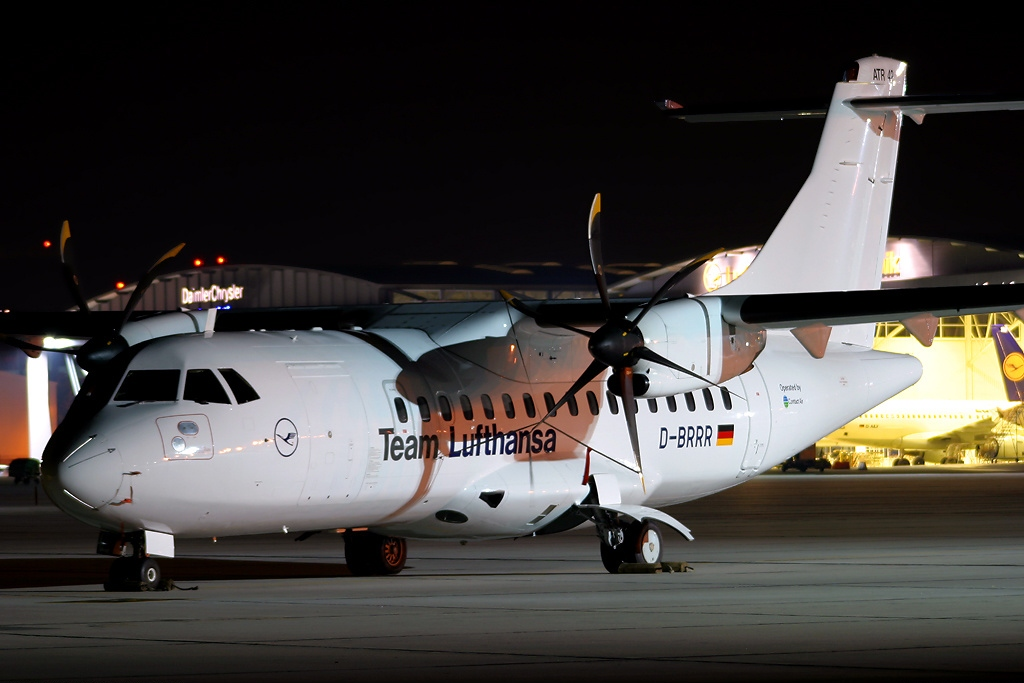
ATR-42-500 immatriculé D-BRRR de Lufthansa quelques mois avant d'arriver chez Air turquoise

Air Turquoise est l'aboutissement d'un projet débuté après la faillite d'Air Littoral.
Un groupe de pilotes souhaitait recréer un réseau de vols régionaux.
Cependant, vu l'attitude des organes de développement de la région Provence-Alpes-Côte d'Azur (notamment la Chambre de Commerce et d'Industrie de Montpellier, ancienne base d'Air Littoral), ils se sont tournés vers d'autres régions plus accueillantes.
Ainsi ont ils atterri à Reims-Béthény en juin 2005,.
Ce choix d'implantation sur l'aéroport de Reims-Champagne s'explique par l'importance de sa zone de chalandise de Disneyland Paris à Charleville-Mézières, de Laon à Troyes, de Soissons à Verdun dont la zone de chalandise est estimée à 1 million de personnes.
Le Crédit Agricole Champagne-Ardennes faisait partie des principaux actionnaires avec 42% des parts, le reste étant réparti entre Jean-Baptiste Cuisinier, Antoine Le Kerviller et Alain de la Valle.
Elle commence ses vols quotidiens le 24 juin 2005 au départ de l'aéroport de Reims vers Bordeaux, Marseille et Nice, avec un ATR 42-500 de 48 places de Lufhtansa de 5 ans d'âge.
Elle espère 35 000 passagers la première année et commence avec un effectif de 21 salariés dont 15 navigants.
La compagnie pratiquant des prix bas est qualifiée de Low cost.
Un vol inaugural aura lieu entre Reims et Bordeaux, choix fait par la compagnie compte tenu des nombreux liens d'affaires entre les deux capitales de la filière viticole.
En 4 mois, la compagnie vend plus de 14 000 billets et pense à prendre un deuxième avions pour se développer et réaliser certaines économies d'échelles qui fait défaut aujourd'hui.
À partir d'avril 2006, Air Turquoise vole quotidiennement entre Reims et Londres Luton et exploite la ligne Bordeaux en alternance avec Toulouse. Les lignes entre Nice et Marseille sont, elles, quotidiennes.
En juin 2006, Air Turquoise déménage de Reims en raison de la fermeture de l'aéroport de Reims-Champagne, et prend ses départs depuis l'aéroport de Vatry (code OACI : LFOK). La compagnie avait fait ce choix, la piste de l'aéroport n'étant pas équipée des infrastructures permettant l'atterrissage par mauvais temps,.
Le 19 juillet 2006, le tribunal de commerce de Reims a prononcé la liquidation judiciaire, de la jeune compagnie aérienne française à bas coûts qui emploie vingt-neuf salariés et a annulé tous ses vols juste 1 mois après son arrivée sur Vatry situé à 70 kilomètres de Reims.
Elle disposait néanmoins d'une autorisation de poursuite d'activité jusqu'au 31 juillet afin de faciliter une éventuelle reprise.
Le 2 août 2006, faute de repreneur, la compagnie cessa ses activités laissant 29 employés sans activité et une dette de près de 400 000 euros ainsi que 12 000 clients.

## Flotte
La compagnie exploitait un unique appareil de type ATR 42-500, qui était immatriculé en Allemagne sous le numéro D-BRRR,.